# Архимедов закон
Архимедов закон гласи: на свако тело потопљено у течност делује сила потиска која је једнака тежини телом истиснуте течности и делује у смеру нагоре у тежишту запремине истиснуте течности. Другим речима, тело потопљено у течност бива лакше за колико износи тежина истиснуте течности. Ово је основни закон хидростатике (и аеростатике). Овај закон је општи и важи за све флуиде, значи и гасове, али је прво откривен код течности.
Овај принцип је разлог зашто чамци пливају и ваздушни балони лете. Ако је сила потиска једнака тежини тела, тело је у мировању. Овај закон је формулисао Архимед из Сиракузе.

## Силе у флуидима
На једно тело у флуиду делују две силе и оне се представљају као вектори који делују на тежиште тела. Потисак у хомогеном флуиду се описује се:
{\displaystyle F_{A}=\rho _{flu}\ g\ V}
где је ρflu густина флуида, g земљино убрзање и V је запремина истиснуте течности (једнако је запремини тела). Поред овога на тело делује и сила теже која за хомогено тело износи:
{\displaystyle F_{p}=\rho _{sol}\ g\ V}
где је ρsol густина тела које се зарања.

### Тело потопљено у течност
Нека је FА сила потиска, а Fp тежина тела. Узрок потиска је постојање гравитације, као и за тежину, стога обе силе имају исти правац али супротан смер. Резултанта те две силе је истог правца, а интензитет и смер је зависан од тога која је сила већа. За тело потопљено у флуид су могућа три случаја (као на слици, здесна налево) у зависности од односа сила
- Тело тоне, пада јер је тада FA < Fp, односно ρflu < ρsol и тело убрзава у смеру дејства гравитационе силе.
- Тело је у положају равнотеже, индиферентности када FA = Fp, односно ρflu = ρsol и тело не трпи убрзање то јест мирује (или се налази у стању равномерног кретања ако занемаримо трење у флуиду).
- Тело израња, пење се. Ово је случај када је FA > Fp, односно ρflu > ρsol.

#### Пливајуће тело
Уколико тело плива, оно је само делом потопљено и равнотежа је успостављена између тежине и потиска који настаје истискивањем дела од укупне запремине чврстог тела (као на слици).
У овом случају тело је потопљено само делом, и то је запремина Vi, и то узрокује потисак који је у равнотежи са тежином тела:
{\displaystyle \rho _{flu}\ g\ V_{i}=\rho _{sol}\ g\ V}
а одатле се изводи формула:
{\displaystyle {\frac {V_{i}}{V}}={\frac {\rho _{sol}}{\rho _{flu}}}}
на основу које се може израчунати густина непознатог тела (ако знамо запремину).
Из ове формуле се могу добити занимљиви резултати. Узмимо на пример ледени брег (као што је онај који је ударио Титаник) који плови морем. Густина леда у пливајућој санти је 917 kg/m³, што је мање од густине морске воде која износи 1027 kg/m³. Однос густина је једнак односу запремина, што директно води до закључка да је 89,3% леденог брега испод површине воде (приближно девет десетина).

#### Лебдеће тело
За разлику од течности, гас је стишљив и има променљиву густину у зависности од неких физичких параметара. Полазећи од једначине идеалног гаса
{\displaystyle pV=nRT\,}
где {\displaystyle p\,} представља притисак, {\displaystyle V\,} је запремина, {\displaystyle n\,} је број молова гаса, {\displaystyle T\,} је апсолутна температура, и {\displaystyle R\,} је универзална гасна константа (8.314 J/mol K) може се добити следећи израз за густину гаса
{\displaystyle \rho _{gas}={\frac {pA}{RT}}}
где је {\displaystyle A\,} моларна маса гаса. Овде је битно приметити да притисак није константан већ променљив са надморском висином те је стога проблем лебдења (барем теоретски) прилично компликован.

## О начину открића
Закон је открио и описао антички математичар и физичар Архимед. На основу анегдоте о начину открића овог закона, у питању је било решење проблема специфичне тежине круне за краља Хијерона. Архимед је добио задатак да открије да ли су златари преварили краља и заменили део злата сребром. Према причи, Архимед је дуго размишљао, али без резултата све док случајно није приметио да када уђе у пуну каду истисне количину воде и осети умањење тежине. Схватио је да су те две ствари повезане и сав одушевљен го истрчао на улицу вичући „ЕУРЕКА! ЕУРЕКА!" (ПРОНАШАО САМ! ПРОНАШАО САМ!"). Од тих дана је ова реч позната као усклик одушевљења због проналаска и као архетип изгубљеног научника, а овакву причу је описао римски архитекта Витрувијус у свом спису Десет књига о архитектури (Decem libri de architectura).

## Прецизирања
Архимедов принцип не разматра дејство површинског напона (капиларности) на тело. Шта више, утврђено је да Архимедов принцип није директно применљив у комплексним флуидима.
Постоји изузетак од Архимедовог принципа познат као доњи (или бочни) случај. Ово се дешава када страна објекта додирује дно (или страну) посуде у коју је уроњен, и течност не продире дуж те стране. У овом случају, откривено је да је нето сила различита од Архимедовог принципа, због чињенице да, пошто се на тој страни не улива никаква течност, нарушена је симетрија притиска.

## Принцип пловности
Архимедов принцип описује однос силе потиска и истиснуте течности. Међутим, концепт Архимедовог принципа може се применити и када се разматра зашто објекти плутају. Предлог 5 Архимедове расправе О плутајућим телима наводи да:
Сваки плутајући објекат истискује сопствену тежину течности.— Архимед од Сиракузе
Другим речима, да би објекат плутао на површини течности (као брод) и лебдео потопљен у флуиду (као подморница у води или цепелин у ваздуху) тежина истиснутог флуида мора бити једнака тежини објекта. Дакле, само у посебном случају плутања, узгонска сила која делује на објекат једнака је тежини предмета. Размотримо блок од 1 тоне чврстог гвожђа. Како је гвожђе скоро осам пута гушће од воде, при потапању оно истисне само 1/8 тоне воде, што није довољно да се блок задржи на површини. Ако се претпостави да је исти гвоздени блок преобликован у посуду сада веће запремине, он и даље тежи 1 тону, али када се стави у воду, посуда истискује већу количину воде него када се потапао блок. Што је дубља жељезна посуда уроњена, то више воде истискује, и то је већа сила потиска која делује на њу. Када је узгонска сила једнака 1 тони, посуда неће даље тонути, већ ће се наћи у равнотежном положају.